# Christabel Marshall
Christabel Marshall (dite Christopher St. John), née le 24 octobre 1871 et morte le 20 octobre 1960, est une dramaturge, écrivaine, actrice et militante féministe britannique, important fer de lance du mouvement des suffragettes.

## Biographie
Christabel Gertrude Marshall, née le 24 octobre 1871 à 38 High Street (Exeter), est la plus jeune des neuf enfants d'Emma Marshall (1828–1899), romancière, et Hugh Graham Marshall (c.1825–1899), directeur de la West of England Bank.
Marshall a fait ses études au Somerville College avant de déménager à Londres où elle travaille brièvement comme secrétaire de Winston Churchill. 
Elle publie son premier roman, The Crimson Weed en 1900. Elle y narre l'histoire du fils illégitime d'un chanteur d'opéra. Par ailleurs, elle joue dans Andromache de Gilbert Murray au Garrick Theatre en 1904. Grâce à sa compagne, Edith Craig, une grande partie de sa carrière sera en lien avec le théâtre. Elle écrit d'ailleurs une biographie de l'actrice Ellen Terry en 1907.
Quand Edith Craig fonde la troupe de théâtre expérimental et engagée, The Pioneer Players, Marshall se joint à l'aventure.  Internationalement reconnue pour son travail de promotion de la création théâtrale des femmes, la troupe met en scène des pièces qui ont subi la censure, des auteurs étrangers et des textes féministes. Marshall apporte sa contribution en tant que dramaturge, traductrice, actrice puis secrétaire honoraire entre 1915 et 1920. Parmi les pièces de Marshall mises en scène par The Pioneer Players, il faut citer The First Actress (1911), Macrena et On the East Side. Marshall aussi traduit The Theatre of the Soul de Nicolas Evreïnoff, dont la mise en scène d'Edith Craig aura un grand succès.
Elle se convertit au catholicisme en 1912, ce qui la conduit à utiliser le pseudonyme Christopher Marie St John comme nom d'artiste.
Durant la Première Guerre mondiale, Marshall continue à jouer dans des pièces et à écrire. Sa relation amoureuse avec Edith Craig est une source d'inspiration. Elle publie d'ailleurs son journal The Golden Book en 1911 et l'évoque aussi dans un roman publié anonymement en 1915, Hungerheart: the Story of a Soul. En 1916, leur couple s'enrichit d'une troisième personne, l'artiste Clare Atwood (en), formant ainsi un ménage à trois. Vera Holme passe également du temps avec le ménage. 
Après la mort d'Ellen Terry en 1928, St John fait publier Shaw–Terry Correspondence (1931) et Four Lectures on Shakespeare de Terry en 1932. En outre, St John et Craig ont révisé et édité les mémoires d'Ellen Terry en 1933. Enfin, après la mort d'Edith Craig en 1947, St John et Atwood ont aidé le Ellen Terry Memorial Museum à demeurer en activité.  On trouve certaines des archives de St John au sein du National Trust's Ellen Terry and Edith Craig Archive.
St. John est morte d'une pneumonie à Tenterden en 1960.

### Engagement féministe
Marshall a été une militante très active au sein du mouvement suffragiste. Elle était membre de l'Union sociale et politique des femmes ainsi que membre du bureau de la  Catholic Women's Suffrage Society. 
Plus tard, en 1908, deux membres de l'Union sociale et politique des femmes, Bessie Hatton et Cicely Hamilton fondent the Women Writers Suffrage League, à laquelle Marshall se joint et devient une membre extrêmement active. La même année, elles montent the Actresses' Franchise League qui rassemble Edith Craig, Elizabeth Robins, Kitty Marion, Winifred Mayo, Sime Seruya, Inez Bensusan, Ellen Terry, Lillah McCarthy, Sybil Thorndike, Lena Ashwell, Lily Langtry et Nina Boucicault. L'AFL, en réaction au sexisme ambiant dans le monde du théâtre à l'époque, souhaite promouvoir l'émancipation des femmes à travers l'éducation et le vote. Nombre de pièces sont fortement politiques. Marshall co-écrit  How the Vote was Won avec Cicely Hamilton.

### Vie personnelle
Lesbienne, elle a une première relation amoureuse avec la musicienne Violet Gwynne avant de faire la connaissance d'Edith Craig en 1895. Alors actrice et créatrice de costume, cette dernière se fera ensuite connaître comme metteuse en scène et directrice de théâtre. Les deux femmes vivent ensemble à partir de 1899, au 7 Smith Square à Londres. Lorsque Craig est demandée en mariage par le musicien Martin Shaw, Marshall fait une tentative de suicide. Après cela, elle accepte son identité lesbienne et se fait appeler "Christopher St John". 
En 1916, Craig et Marshall ouvrent leur relation à l'artiste Clare Atwood. Celle-ci emménage avec elles au 31 Bedford Street à Covent Garden. Selon Katharine Cockin, qui cite les propos de Marshall, toutes trois ont atteint l'indépendance au sein de leur relation, partageant leurs idées et leur créativité, qu'il s'agisse de théâtre, de littérature ou d'art, et s'apportant un soutien mutuel.
Marshall, Edith Craig et Clare "Tony" Atwood faisaient d'ailleurs partie d'une communauté littéraire composée de femmes lesbiennes et bisexuelles: Virginia Woolf, Vita Sackville-West, Radclyffe Hall...